# Kaoru Sugayama
Kaoru Sugayama (jap. 菅山かおる Sugayama Kaoru; ur. 26 grudnia 1978 w Iwanuma, Prefektura Miyagi) – japońska siatkarka, grająca jako atakujący i na pozycji libero. Nazywana jest koushu ni kagayaku Kaoru hime (jap. 攻守に輝くカオル姫 „Księżniczka Kaoru świecąca w ataku i obronie”). Znana jest także jako shiroi yousei (jap. 白い妖精 „biały duszek”) z powodu jej ślicznej twarzy.

## Kluby
- Furukawa Gakuen HighSchool (1995–1997)
- Odakyu (1997–1999)
- JT Marvelous (1999–2008)